# Verliefd op Bali
Verliefd op Bali is een Nederlandse romantische komedie uit 2024 geregisseerd en mede geproduceerd door Johan Nijenhuis. De film is thematisch een vervolg op de films Verliefd op Ibiza en Verliefd op Cuba en ging op 28 januari 2024 in première.

## Verhaal
De film volgt influencer Jenny, die na het overlijden van haar Indische oma, haar moeder en zus overtuigt om samen een reis te gaan maken naar Bali. De drie vrouwen zijn, ondanks dat ze familie van elkaar zijn, totaal verschillend. Ze hebben ieder hun eigen reden om op reis te gaan. Op Bali krijgen ze alle drie op hun manier met de liefde te maken.

## Rolverdeling
| acteur            | personage          |
| ----------------- | ------------------ |
| Anouk Maas        | Jenny              |
| Nadja Hüpscher    | Cornelie           |
| Tara Hetharia     | Dewi               |
| Jim Bakkum        | Bart               |
| Edwin Jonker      | Frank              |
| Mingus Dagelet    | Ridwan             |
| Soy Kroon         | Max                |
| Juultje Tieleman  | Yfke               |
| Wieteke van Dort  | oma Doedi          |
| Urvin Monte       |                    |
| Nabil Aoulad Ayad |                    |
| Aimee Janice      | Aziatische vlogger |

## Achtergrond
De film werd geregisseerd en mede geproduceerd door Johan Nijenhuis. Bij de productie werd hij ondersteund door producent Ingmar Menning. Het scenario van de film werd geschreven door Annelouise van Naerssen en Sander de Regt. De muziek van de film werd verzorgd voor Devin de Vries en Martijn Schimmer. De opnames van de film gingen april 2023 van start en vonden hoofdzakelijk plaats in Indonesië. Hoofdrollen in de film waren weggelegd voor onder anderen Anouk Maas, Nadja Hüpscher, Tara Hetharia en Jim Bakkum.
Verliefd op Bali ging op 28 januari 2024 in première voor pers en genodigden. Vier dagen later, op 1 februari 2024, ging de film landelijk de bioscopen in voor het grote publiek. Op 9 februari 2024, ongeveer een week nadat de film in de bioscoop kwam, werd de film bekroond met een Gouden Film voor het behalen van 100.000 bezoekers.